# Malanea glabra
Malanea glabra är en måreväxtart som beskrevs av Achille Richard. Malanea glabra ingår i släktet Malanea och familjen måreväxter. Inga underarter finns listade i Catalogue of Life.